# Gömb-csíkbogár
A gömb-csíkbogár (Hyphydrus ovatus) a rovarok (Insecta) osztályának a bogarak (Coleoptera) rendjéhez, ezen belül a csíkbogárfélék (Dytiscidae) családjához tartozó faj.

## Elterjedése
A gömb-csíkbogár mindenütt gyakori.

## Megjelenése
A gömb-csíkbogár apró, 4,5-5 milliméter hosszú, teste csaknem gömb alakú, alul-felül erősen domború. Színe egységesen rozsdavörös. Szárnyfedőin hátul rövid kiugrás van, amelyen a víz alatt mindig egy rátapadt levegőbuborék látható. A lárva feltűnő. Teste széles, de elöl és hátul jelentékenyen összekeskenyedik.

## Életmódja
A gömb-csíkbogár főleg állóvizekben él. A bogár levegőkészletének nagy részét nem a szárnyfedői alatt – mint a többi csíkbogár –, hanem a potrohcsúcsához tapadt buborékban hordozza magával.